# M33 in Andromeda
M33 in Andromeda este o colecție de șase povestiri științifico-fantastice ale scriitorului canadiano-american A. E. van Vogt, publicată pentru prima dată în aprilie 1971.

## Cuprins
- „Siege of the Unseen” („Asediul nevăzutului”, ca „The Chronicler” în Astounding Science Fiction, octombrie 1946). Este o povestire spusă de relatările martorilor oculari în instanță. Împreună, aceste declarații spun o poveste sumbră a unui bărbat care descoperă un al treilea ochi pe frunte după ce un accident de mașină i-a îndepărtat pielea care îl acoperă. În loc să-l acopere din nou, bărbatul încearcă să-l vadă. Cu cât omul îi permite celui de-al treilea ochi să funcționeze, cu atât mai mult poate vedea un univers paralel în care toată lumea are un al treilea ochi care începe să se strecoare în al său.
- „Discord in Scarlet” (Astounding Science Fiction, decembrie 1939). O povestire în care nava spațială Space Beagle, care zboară între galaxia noastră și galaxia Andromeda, se confruntă cu o formă de viață extraterestră. Forma de viață este o creatură simțitoare numită Ixtl care a supraviețuit sfârșitului și renașterii universului. Poate controla aproape toate aspectele corpului său, poate supraviețui în vidul spațiului, se reproduce asexuat, curge prin toate materialele, cu excepția celor mai super dense, și poate mânca aproape orice. Echipajul este în stare să-l păcălească pentru a părăsi nava.
- „M33 în Andromeda” (Astounding Science Fiction, august 1943). O povestire cu nava Space Beagle, care ajunge în sfârșit în galaxia Andromeda. Pe măsură ce se apropie, echipajul este bombardat de mesaj după mesaj pentru a nu se apropia și de a merge acasă. Sociologul de la bord propune că poate ceva încearcă doar să-i facă să plece acasă. Ei merg mai departe și descoperă că fiecare planetă din galaxie este acoperită de păduri tropicale, cu aceleași specii pe fiecare. Sub pădurile tropicale găsesc ruine ale civilizațiilor. Ei descoperă că întreaga galaxie (sau poate doar zonele din jurul sorilor) este acoperită de o ceață ușoară de praf spațial. Ceața este o creatură sensibilă care trăiește din „energia vitală” a altor creaturi. Inițial a fost un puf din vapori autoreplicat peste o mlaștină, dar acum a cuprins toată galaxia. Pentru a obține mai multă energie vitală, transformă planete întregi în păduri tropicale. A încercat să întoarcă echipajul navei Beagle, astfel încât să-l poată urmări înapoi în galaxia noastră și s-o preia. Când echipajul își dă seama de acest lucru, au pus la cale toate mijloacele pentru a distruge ceața. Referința la M33 din titlu este aparent o eroare: galaxia descrisă este Galaxia Andromeda (M31), mai degrabă decât Galaxia Triunghiului (M33).
- „The Expendables” (Worlds of If, septembrie 1963)
- „Heir Unapparent” (ca „Heir Apparent” în Astounding Science Fiction, iunie 1945). În această povestire, împăratul lumii, care a preluat controlul cu 50 de ani în urmă cu ajutorul unei superarme pe care el a proiectat-o, este pe moarte. A fost otrăvit și mai are 48 de ore de trăit. În timpul rămas, trebuie să afle cine a făcut-o, să oprească o preluare militară și să-și împiedice moștenitorul (nepoata) să preia controlul.
- „The Weapon Shop” (Astounding Science Fiction, decembrie 1942)